# Recreativo Caála
Recreativo Caála – angolski klub piłkarski z siedzibą w mieście Huambo. Został założony w 1944. Zespół nigdy nie był mistrzem Angoli.

## Skład
Aktualny na sezon 2011.
| Nr | Poz. | Piłkarz        |
| -- | ---- | -------------- |
| 1  | BR   | Capessa        |
| 2  | OB   | Elias          |
| 3  | OB   | Yohanna Buba   |
| 4  | OB   | Kialenda       |
| 5  | PO   | Osório         |
| 6  | PO   | Celson         |
| 7  | PO   | Alioune Gueye  |
| 9  | NA   | Reginaldo Moré |
| 11 | NA   | Femi Joseph    |
| 12 | BR   | Lokwa Blachard |
| 14 | PO   | Vovó           |
| 15 | NA   | Paizinho       |

| Nr | Poz. | Piłkarz       |
| -- | ---- | ------------- |
| 17 | PO   | Rúben Nathis  |
| 18 | NA   | Massinga      |
| 19 | PO   | Dudu          |
| 20 | PO   | Dário Cardoso |
| 22 | OB   | Jorge Vidigal |
| 24 | BR   | Estêvão       |
| 25 | OB   | Vado          |
| 27 | OB   | Rui Mauricio  |
| 28 | PO   | Pablo         |
| 29 | OB   | Campos        |
| 30 | PO   | Marinho       |

## Sukcesy
- Wicemistrzostwo Angoli: 2010

## Reprezentanci krajów w barwach klubu
- Wilson Alegre
- Osório
- Elijah Tana

## Stadion
Klub rozgrywa swoje mecze na Estádio dos Kuricutelas, który pomieścić może 17 000 widzów.